# Terminator dall'inferno
Terminator dall'inferno (El hombre de blanco) è un film thriller del 1994 diretto da René Cardona Jr. che, nonostante il richiamo del titolo alla celebre serie Terminator, narra, in realtà, le gesta di un misterioso e invulnerabile assassino vestito di bianco.

## Trama
Baja California, Messico. Erika e la figlia Christy assistono, accidentalmente, ad un omicidio per opera di un brutale assassino vestito di bianco e armato di fucile. Da quel momento, le due involontarie testimoni, vengono prese di mira dal feroce e misterioso killer entrando nella schiera delle sue vittime. Ha così inizio una lunga e disperata fuga.